# 塔西洛·蒂尔巴赫
塔西洛·蒂尔巴赫（德語：Tassilo Thierbach，1956年5月21日—），德国男子花样滑冰运动员。他曾代表东德参加世界花样滑冰锦标赛，获得一枚金牌、二枚银牌和二枚铜牌。他也参加了1980年和1984年冬季奥运会。